# Adult Figure Skating Competition
Die Adult Figure Skating Competition ist ein internationaler Wettbewerb im Eiskunstlaufen für Erwachsene, organisiert durch die Deutsche Eislauf-Union, der seit 2005 in Oberstdorf, meistens im Mai, stattfindet. Zusätzlich gibt es seit 2016 einen Ablegerwettbewerb in Vancouver.

## Geschichte
2005 fand der Wettbewerb zum ersten Mal in Oberstdorf statt. 2018 nahmen mehr als 650 Personen teil, so dass der Wettbewerb mittlerweile sechs Tage dauert und damit der größte Eiskunstlaufwettbewerb weltweit ist.
Prominentester Teilnehmer abseits der ehemaligen Leistungssportler war 2015 der Nobelpreisträger Robert F. Engle, der 2003 den Preis für Wirtschaftswissenschaften erhielt.

## Ablauf
Der Wettbewerb findet in verschiedenen Disziplinen statt: Herren, Damen, Paarlauf, Eistanzen und Synchroneislaufen. Neben der Kategorie Kür gibt es in den Einzeldisziplinen und im Paarlauf die Kategorie Artistic, in der nur die Programmkomponenten gewertet werden und keine technische Note, da es in erster Linie um die Interpretation der Musik geht. Im Eistanzen werden drei Kategorien angeboten: Pattern Dance, Short Dance (seit 2019 Rhythm Dance) und Free Dance. Jede Kategorie wird separat gewertet.
Startberechtigt sind alle, die nach dem Stichtag 1. Juli 28 Jahre alt sind. Die Alterskategorien I bis V sind in Zehnjahresblöcke unterteilt.
Der Wettbewerb umfasst die Leistungskategorien Bronze, Silber, Gold, Master und Master Elite. Ehemalige Leistungssportler müssen in der Kategorie Master Elite antreten, alle anderen dürfen ihre Leistungskategorie selber auswählen.

## Ehemalige
Mittlerweile nehmen auch ehemalige Leistungssportler an dem Wettbewerb teil. So waren Midori Ito, Weltmeisterin von 1989, Fumie Suguri, Vizeweltmeisterin von 2006, Zoe Jones, britische Meisterin 2001 und 2002 sowie Gary Beacom, Olympiateilnehmer 1984, mehrfach am Start. Zoe Jones kehrte im Alter von 36 Jahren nach zwei erfolgreichen Teilnahmen wieder zurück zum Leistungssport und wurde 2017 britische Meisterin in Paarlauf, zusammen mit Christopher Boyadji.

## Dokumentarfilm
Der Dokumentarfilm Ice Aged von Alexandra Sell begleitet sechs Menschen fortgeschrittenen Alters über drei Jahre bei ihrer Vorbereitung auf die Adult Figure Skating Competition.